# طيهوج أسود
طيهوج أسود (الاسم العلمي: Lyrurus tetrix) هو نوع من فصيلة تدرجية.